# Доценко, Надежда Петровна
Надежда Петровна Доце́нко (укр. Надія Петрівна Доценко; 27 декабря 1913  [9 января 1914], Широкое, Херсонская губерния — 10 марта 1994, Львов) — советская и украинская актриса. Народная артистка СССР (1972).

## Биография
Родилась 27 декабря 1913 (9 января 1914) года (по другим источникам — 14 (27) декабря 1913 года) в местечке Широкое (ныне в Криворожском районе Днепропетровской области Украины).
В 1936 году окончила актёрский факультет Киевского театрального института (ныне Киевский национальный университет театра, кино и телевидения имени И. К. Карпенко-Карого).
С 1936 года — актриса Украинского драматического театра имени М. Заньковецкой в Запорожье (с 1944 года — во Львове).
В 1941—1944 годах, во время Великой Отечественной войны, вместе с театром была в эвакуации в Тобольске, затем в Новокузнецке.
Член ВКП(б) с 1952 года. Снималась в кино с 1957 года.
Умерла 10 марта (по другим данным — 11 марта) 1994 года во Львове. Похоронена на Лычаковском кладбище.

### Семья
- Муж — Борис Васильевич Романицкий (1891—1988), актёр театра и кино. Народный артист СССР (1944).

## Творчество

### Роли в театре
- «Три сестры» А. П. Чехова — Ирина
- «Бесталанна» И. К. Карпенко-Карого — Софья
- «Суета» И. К. Карпенко-Карого — Татьяна
- «Лесная песня» Леси Украинки — Мавка
- «Вей, ветерок!» Райниса — Байба
- «Назар Стодоля» Т. Г. Шевченко — Галя
- «Гайдамаки» по Т. Г. Шевченко — Оксана
- «Пока солнце взойдёт — роса очи выест» М. Л. Кропивницкого — Оксана
- «Лимеривна» П. Мирного — Наталья
- «Русские люди» К. М. Симонова — Валя
- «Сказка о правде» М. И. Алигер — Зоя
- «Васса Железнова» М. Горького — Анна
- «Трехминутный разговор» В. И. Левидовой — Дуня
- «Украденное счастье» И. Я. Франко — Анна
- «Мещане» М. Горького — Татьяна
- «Уступи место завтрашнему дню» В. Дельмар — Люси Купер
- «За двумя зайцами» М. П. Старицкого — Проня
- «Тыл» Н. Я. Зарудного — Мария
- «В степях Украины» А. Е. Корнейчука — Катерина
- «Моя семья» Э. де Филиппо — Елена Стильяно

### Фильмография
1. 1957 — Конец Чирвы-Козыря — Настя Бондаренко, председатель комнезама
2. 1957 — Партизанская искра — мать Парфёна
3. 1959 — Солдатка — эпизод
4. 1969 — Дума о Британке — эпизод
5. 1979 — Хозяин (фильм-спектакль) — Мария Ивановна
6. 1981 — Такая поздняя, такая тёплая осень — Соломия Руснак

## Награды
- Народная артистка Украинской ССР (1956)[3];
- Народная артистка СССР (1972);
- Государственная премия Украинской ССР им. Т. Шевченко (1978) — за исполнение главной роли в спектакле «Тыл» Н. Я. Зарудногом;
- Орден Трудового Красного Знамени (1951) — в связи с декадой украинского искусства в Москве;
- Орден Дружбы народов (1981);
- Орден «Знак Почёта» (1960);
- Медаль «За доблестный труд в Великой Отечественной войне 1941—1945 гг.»;
- Медали.